# Ananies curant la ceguera de Saule
Ananies curant la ceguera de Saule és un oli sobre llenç del pintor italià del Barroc Ciro Ferri. Pintat entorn de 1660 es troba al Museu d'Història de l'Art de Viena. Descriu la visita que Ananies va fer a Sant Pau per curar-lo de la seua ceguera temporal, ocasionada durant el seu viatge de persecució als cristians, segons narra el relat bíblic.